# Gobio hettitorum
Gobio hettitorum là một loài cá vây tia trong họ Cyprinidae. Chúng là loài đặc hữu của Thổ Nhĩ Kỳ.
Môi trường sống tự nhiên của chúng là các con sông. Loài này đang bị đe dọa do mất môi trường sống.